# Phellopsis porcata
Phellopsis porcata es una especie de coleóptero de la familia Zopheridae.

## Distribución geográfica
Habita en Estados Unidos.